# Plavání na mistrovství Evropy v plaveckých sportech 1934
Závody v plavání na mistrovství Evropy v plaveckých sportech za rok 1934 proběhly v Magdeburgu, Německo ve dnech 12. až 19. srpna 1934.

## Výsledky

### Individuální disciplíny
| Muži                | Zlato                    | Zlato   | Stříbro                  | Stříbro | Bronz                         | Bronz   |
| ------------------- | ------------------------ | ------- | ------------------------ | ------- | ----------------------------- | ------- |
| 100 m volný způsob  | Ferenc Csík (HUN)        | 59,7    | Helmut Fischer (GER)     | 59,8    | Otto Wille (GER)              | 1:01,2  |
| 400 m volný způsob  | Jean Taris (FRA)         | 4:55,5  | Paolo Costoli (ITA)      | 5:07,5  | Giacomo Signori (ITA)         | 5:11,9  |
| 1500 m volný způsob | Jean Taris (FRA)         | 20:01,5 | Paolo Costoli (ITA)      | 21:01,1 | Norman Wainwright (GBR)       | 21:10,0 |
| 100 m znak          | John Besford (GBR)       | 1:11,7  | Ernst Küppers (GER)      | 1:12,2  | Edgar Siegrist (SUI)          | 1:12,6  |
| 200 m prsa          | Erwin Sietas (GER)       | 2:49,0  | Paul Schwarz (GER)       | 2:49,4  | Hans Malmström (DEN)          | 2:49,8  |
| Ženy                | Zlato                    | Zlato   | Stříbro                  | Stříbro | Bronz                         | Bronz   |
| 100 m volný způsob  | Willy den Oudenová (NED) | 1:07,1  | Rie Mastenbroeková (NED) | 1:08,1  | Gisela Arendtová (GER)        | 1:10,3  |
| 400 m volný způsob  | Rie Mastenbroeková (NED) | 5:27,4  | Willy den Oudenová (NED) | 5:27,4  | Lilli Andersenová (DEN)       | 5:45,1  |
| 100 m znak          | Rie Mastenbroeková (NED) | 1:20,3  | Gisela Arendtová (GER)   | 1:20,4  | Petronella Overslootová (NED) | 1:22,2  |
| 200 m prsa          | Martha Genengerová (GER) | 3:09,1  | Johanna Hölznerová (GER) | 3:09,3  | Inger Kraghová (DEN)          | 3:13,2  |

### Štafety
| Muži                 | Zlato                                                                                             | Zlato  | Stříbro                                                                                       | Stříbro | Bronz | Bronz  |
| -------------------- | ------------------------------------------------------------------------------------------------- | ------ | --------------------------------------------------------------------------------------------- | ------- | --- | ------ |
| 4×200 m volný způsob | Maďarské království (HUN) (Ödön Gróf, András Maróthy, Ferenc Csík, Árpád Lengyel)                 | 9:30,2 | Německá říše (GER) (Heiko Schwartz, Wolfgang Leisewitz, Otto Lenkitsch, Otto Wille)           | 9:31,2  | Itálie (ITA) (Massimo Costa, Giacomo Signori, Guido Giunta, Paolo Costoli)                               | 9:11,4 |
| Ženy                 | Zlato                                                                                             | Zlato  | Stříbro                                                                                       | Stříbro | Bronz | Bronz  |
| 4×100 m volný způsob | Nizozemsko (NED) (Johanna Selbachová, Anna Timmermansová, Rie Mastenbroeková, Willy den Oudenová) | 4:41,5 | Německá říše (GER) (Ruth Halbsguthová, Ingrid Ohligerová, Hilde Salbertová, Gisela Arendtová) | 4:50,4  | Spojené království (GBR) (Olivia Bartleová, Margery Hintonová, Edna Hughesová, Beatrice Wolstenholmeová) | 4:58,3 |

## Medailová bilance
V plavání se rozdělilo celkem 11 sad medailí.
| Pořadí | Stát                      |       | Muži    | Muži  | Muži  |         | Ženy  | Ženy  | Ženy    |       | Muži + Ženy | Muži + Ženy | Muži + Ženy | Celkem |
| Pořadí | Stát                      | Zlato | Stříbro | Bronz | Zlato | Stříbro | Bronz | Zlato | Stříbro | Bronz |             |             |             | Celkem |
| ------ | ------------------------- | ----- | ------- | ----- | ----- | ------- | ----- | ----- | ------- | ----- | ----------- | ----------- | ----------- | ------ |
| 1.     | Nizozemsko (NED)          |       | 0       | 0     | 0     |         | 4     | 2     | 1       |       | 4           | 2           | 1           | 7      |
| 2.     | Německá říše (GER)        |       | 1       | 4     | 1     |         | 1     | 3     | 1       |       | 2           | 7           | 2           | 11     |
| 3.     | Francie (FRA)             |       | 2       | 0     | 0     |         | 0     | 0     | 0       |       | 2           | 0           | 0           | 2      |
| 3.     | Maďarské království (HUN) |       | 2       | 0     | 0     |         | 0     | 0     | 0       |       | 2           | 0           | 0           | 2      |
| 5.     | Spojené království (GBR)  |       | 1       | 0     | 1     |         | 0     | 0     | 1       |       | 1           | 0           | 2           | 3      |
| 6.     | Itálie (ITA)              |       | 0       | 2     | 2     |         | 0     | 0     | 0       |       | 0           | 2           | 2           | 4      |
| 7.     | Dánsko (DEN)              |       | 0       | 0     | 1     |         | 0     | 0     | 2       |       | 0           | 0           | 3           | 3      |
| 8.     | Švýcarsko (SUI)           |       | 0       | 0     | 1     |         | 0     | 0     | 0       |       | 0           | 0           | 1           | 1      |
| Celkem | Celkem                    |       | 6       | 6     | 6     |         | 5     | 5     | 5       |       | 11          | 11          | 11          | 33     |